# Vassilissa Melentieva (drame)

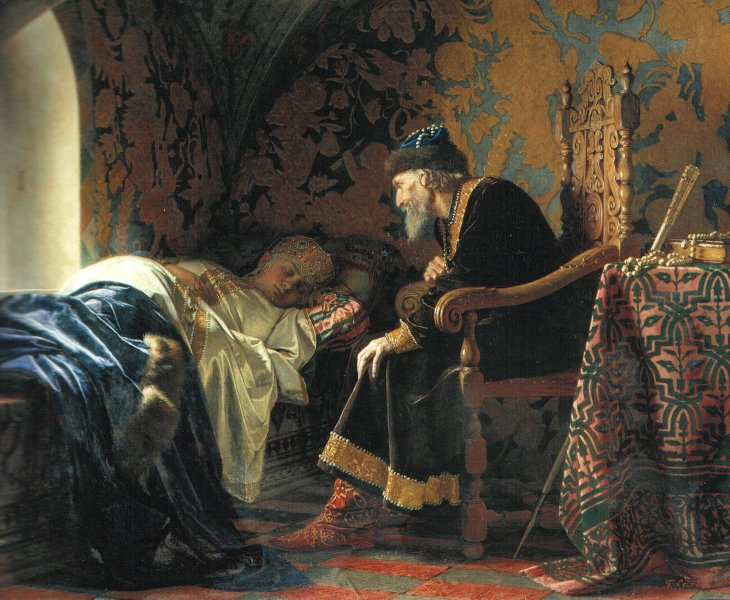
Ivan le Terrible admirant Vassilissa Melentieva, par Grigori Sedov (1875).

Vassilissa Melentieva (en russe: «Василиса Мелентьева») est un drame en cinq actes d'Alexandre Ostrovski écrit en 1867 d'après la pièce inachevée de Stepan Guedeonov. La première s'est tenue le 3 janvier 1868 au théâtre Maly de Moscou. 

## Histoire
Selon les souvenirs d'Ostrovski, qui a rencontré Guedeonov en 1867: « Le général ayant écrit l'histoire de Vassilissa Melentieva m'a demandé de retravailler l'intrigue et de donner à la pièce une forme littéraire. » Le manuscrit de Guédéonov contenait les trois premiers actes et la seconde scène du quatrième acte de la pièce. La pièce n'avait pas de titre.
Travaillant dur en octobre 1867 sur le texte de Vassilissa Melentieva, Ostrovski s'est principalement préoccupé de la révision des trois premiers actes du drame puis de la création des quatrième et cinquième actes. En conséquence, l'idée originale d'un mélodrame romantique avec des personnages conventionnels de méchants (Vassilissa la Terrible) et de personnes vertueuses (la tsarine, Kolytchev) s'est transformée en un drame historique hautement artistique avec des personnages aux contours réalistes.

## Personnages

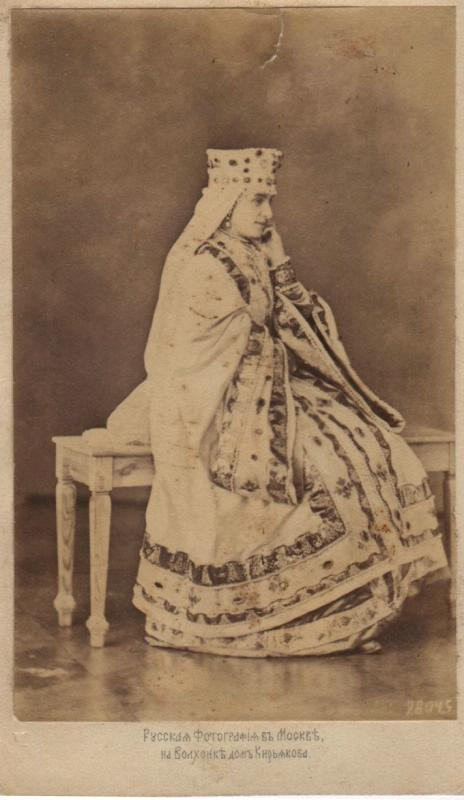
Nadejda Nikoulina dans le rôle de la tsarine Anne au théâtre Maly (1868).

| - Le tsar Ivan le Terrible, - La tsarine Anne, - Le prince Vorotynski, - Le prince Sitski, - Le prince Chouïski, - Le prince Riapolovski, - Le prince Répnine, - Boris Godounov, - Grigori Loukianytch (Maliouta) Skouratov. - Le boyard Mikhaïl Morozov, - Le courtisan Andreï Kolytchev, - Le bouffon, - Le domestique de Vorotynski, - Vassilissa Melentieva, - Maria, jeune fille du terem - Boyards, courtisans, streltsy et femmes de la suite de la tsarine. |

## Reprises
- La pièce a été jouée dans une version courte en 2011 à Moscou en théâtre de chambre par la compagnie Horizon («Горизонт»). Mise en scène Vitali Poplavski; distribution: Maxime Glotov (Ivan le Terrible), Karina Khidekel (Vassilissa), Denis Kozlov (Kolytchev).

## Adaptation à l'écran
- 1982: Vassilissa Melentieva (URSS, par Vladimir Andreïev). Version télévisée du spectacle du théâtre Ermolova de Moscou.